# Tropidurus hispidus
Tropidurus hispidus é uma espécie de lagarto do gênero Tropidurus encontrado em partes da América do Sul. É abundante na caatinga e no litoral nordestino do Brasil.